# Christian Piquemal
Christian Piquemal (Huos, Francia; 17 de diciembre de 1940), es un exgeneral francés del Ejército de Francia y excomandante de la Legión Extranjera. Fue despedido del ejército en 2016 por incumplimiento del deber de reserva y lealtad.[cita requerida]

## Biografía
Después de las clases preparatorias en el Lycée Hoche de Versalles, Piquemal ingresó en la Escuela Militar Especial de Saint-Cyr en octubre de 1960 y fue nombrado subteniente en abril de 1962.

## Carrera militar
En octubre de 1962, se unió a la Escuela de Aplicación de Infantería de Saint-Maixent y al año siguiente ingresó a la Legión Extranjera. Durante su pasantía en el 1.º Regimiento de Infantería Extranjero (REI) en Aubagne, en agosto de 1964, fue asignado a Mers el-Kebir en aquel entonces base del 2.º Regimiento de Paracaidistas (2.º REP). Pasó ocho meses en Nueva Caledonia con su regimiento.
Al ascender a teniente, se desempeñó como jefe de pelotón, luego como oficial encargado de la formación de legionarios deportivos y finalmente como subcomandante de la 4.º Compañía del 2.º REP.
En junio de 1967, se unió a la nueva base de la 2.º REP, en Calvi. Sirvió también en el 9.º Regimiento de Paracaidistas Cazadores.
Ingeniero egresado de la Supélec, comenzó en 1969 una especialización en ingeniería atómica en la Universidad de París-Jussieu y en la Escuela de aplicaciones militares de la energía atómica, y como tal obtuvo la patente técnica de estudios militares de posgrado en la Escuela superior de guerra.
Nombrado subjefe de la sección de estudios técnicos y radiológicos de la Dirección del Centro de Experimentación Nuclear, estuvo asentado de 1978 a 1980 en el Centro de Experimentación del Pacífico en Moruroa, Polinesia Francesa.
Piquemal fue comandante de cuerpo del 3.º Regimiento de Infantería Extranjero de 1985 a 1987. Durante tres años, fue adjunto al jefe del gabinete militar bajo tres primeros ministros, Michel Rocard (1989-1991), Édith Cresson (1991-1992) y Pierre Bérégovoy (1992). De 1994 a 1999 fue comandante de la Legión Extranjera. Durante su mandato, estuvo presente en la creación de un equipo de campo traviesa dentro de la Legión que notablemente incluía al cabo maestro Mohamed Ouaadi, futuro ganador del maratón de París en 2000.
Piquemal fue ascendido al rango de teniente general en 1999.
Fue presidente de la Unión Nacional de Paracaidistas de 2004 a 2014.

## Posiciones políticas
Tras ser ubicado en la segunda sección (S-2), Piquemal comenzó a escribir en el blog político "Cercle des citoyens-patriotes", que tiene como objetivo «preservar, restaurar los valores que han hecho la grandeza y el resplandor de Francia».
El 6 de febrero de 2016, fue arrestado en la jungla de Calais después de expresarse en contra de los inmigrantes y la «islamización de Europa» durante una manifestación. Ésta había sido prohibida por la prefectura, y fue organizada por iniciativa del movimiento de extrema derecha PEGIDA.

## Carta de exmilitares de 2021
En abril de 2021, Piquemal junto a otros militares retirados y algunos activos, publicaron una carta en la revista conservadora Valeurs actuelles pidiendo al gobierno que haga cumplir las leyes para evitar el «desmoronamiento de la república», los ataques islamistas y el clima de guerra civil perceptible en los suburbios de las grandes ciudades.
 La carta además advertía que si el gobierno no actuaba, se podría producir «la intervención de nuestros camaradas en activo».